# روت پاتریک
روت پاتریک (انگلیسی: Ruth Patrick؛ ۲۶ نوامبر ۱۹۰۷ – ۲۳ سپتامبر ۲۰۱۳ (۱۰۵ سال)) یک دانشمند در زمینه گیاه‌شناسی و لیمنولوژی اهل ایالات متحده آمریکا بود.
وی همچنین برنده جوایز مهمی همچون نشان ملی علوم شده است.

## جوایز و افتخارات
او جوایز متعددی را برای دستاوردهای علمی خود دریافت کرده است و آثار او به طور گسترده منتشر شده است. فهرست کاملی  از آثارش در صفحه سازمانی او موجود است و موار برجسته عبارتند از:
- عضو آکادمی ملی علوم ایالات متحده در سال ۱۹۷۰[۱]

- جایزه اکولوژیست برجسته از انجمن اکولوژیک آمریکا در سال ۱۹۷۲

- عضو انجمن فلسفی آمریکا در سال ۱۹۷۴[۲]